# Prix littéraires 1999
Liste des prix littéraires décernés au cours de l'année 1999 :

## Prix internationaux
- Prix Nobel de littérature : Günter Grass (Allemagne)[1]
- Grand prix de littérature du Conseil nordique : Pia Tafdrup (Danemark) pour Dronningeporten[2]
- Grand prix littéraire d'Afrique noire : Ken Bugul (Sénégal) pour Riwan ou le chemin de sable[3]
- Prix littéraire international de Dublin : Andrew Miller  (Royaume-Uni) pour Ingenious Pain (L'Homme sans douleur)
- Prix littéraire des Caraïbes : Mona Guérin (Haïti) pour Mi-figue, mi raisin
- Prix Carbet de la Caraïbe et du Tout-Monde : Edwidge Danticat (USA) pour La récolte douce des larmes
- Prix Tropiques : Boualem Sansal (Algérie) pour Le Serment des barbares

## Allemagne
- prix Heinrich-Böll : Gerhard Meier
- Prix Georg-Büchner :  Arnold Stadler
- Prix Friedrich Hölderlin (Bad Homburg) : Reiner Kunze

## Belgique
- Prix Victor-Rossel : Daniel De Bruycker pour Silex. La tombe du chasseur

## Canada
- Grand Prix du livre de Montréal : Joël Des Rosiers pour Vétiver
- Prix Athanase-David : Roland Giguère
- Prix du Gouverneur général :
  - Catégorie « Romans et nouvelles de langue anglaise » : Matt Cohen pour Elizabeth and After
  - Catégorie « Romans et nouvelles de langue française » : Lise Tremblay pour La Danse juive
  - Catégorie « Poésie de langue anglaise » : Jan Zwicky pour Songs for Relinquishing the Earth
  - Catégorie « Poésie de langue française » : Herménégilde Chiasson pour Conversations
  - Catégorie « Théâtre de langue anglaise » : Michael Healey pour The Drawer Boy
  - Catégorie « Théâtre de langue française » : Jean-Marc Dalpé pour Il n'y a que l'amour
  - Catégorie « Études et essais de langue anglaise » : Marq de Villiers pour Water
  - Catégorie « Études et essais de langue française » : Pierre Perrault pour Le Mal du Nord
- Prix Giller : Bonnie Burnard pour A Good House
- Prix Jean-Hamelin : Anne Hébert pour Un habit de lumière
- Prix Robert-Cliche : Guy Moreau pour L'Amour Mallarmé

## Corée du Sud
- Prix de l'Association des poètes coréens : Noh Yang-nim pour 후투티가 오지 않는 섬
- Prix Daesan
  - Catégorie « Poésie » : Hwang Ji-u pour Les jours de pluie, je serai au bar
  - Catégorie « Roman » : Seo Jeong-in pour Une rencontre à Venise
  - Catégorie « Drame » : Noh Kyung-sik pour 千年의 바람
  - Catégorie « Critique » : Kim Jong-chul pour 시적 인간과 생태적 인간
  - Catégorie « Traduction » : Choi Mi-kyung et Jean-Noël Juttet pour Le Chant de la fidèle Chunhyang (Pansori)
- Prix Dong-in : Ha Seong-nan pour Fleurs de moisissures
- Prix de littérature contemporaine (Hyundae Munhak)
  - Catégorie « Poésie » : Jang Seoknam pour 마당에 배를 매다
  - Catégorie « Roman » : Kim Young-ha pour 당신의 나무
  - Catégorie « Critique » : Seong Minyeop pour 평론「불의 체험과 그 기록
- Prix Gongcho : Oh Sae-young pour 집만이 집이 아니고
- Prix Jeong Ji-yong : Song Soo-kwon pour 눈내리는 대숲 가에서
- Prix Kim Soo-young : Baek Ju-eun pour Où êtes-vous maintenant ?
- Prix Manhae : Chung Wan-young, catégorie « Poésie »
- Prix de poésie Sowol : Kim Jeong-lan pour 사랑으로 나는
- Prix Woltan : Gang Woo-sik pour 바보 산수
- Prix Yi Sang : Park Sang-woo pour 내 마음의 옥탑방

## Espagne
- Prix Cervantes : Jorge Edwards[4]
- Prix Prince des Asturies : Günter Grass
- Prix Nadal : Gustavo Martín Garzo, pour Las historias de Marta y Fernando (es)
- Prix Planeta : Espido Freire, pour Melocotones helados
- Prix national des Lettres espagnoles : Francisco Brines
- Prix national de Narration : Miguel Delibes, pour El hereje (es)
- Prix national de Poésie : José Hierro, pour Cuaderno de Nueva York
- Prix national d'Essai : Claudio Guillén (es), pour Múltiples moradas
- Prix national de Littérature dramatique : Agustín García Calvo, pour Baraja del rey don Pedro
- Prix national de Littérature infantile et juvénile : Vicente Muñoz Puelles (es) (1948-), pour Óscar y el león de Correos
- Prix Adonáis de Poésie : Irene Sánchez Carrón (es), pour Escenas principales de actor secundario
- Prix Anagrama : Manuel Delgado, pour El animal público. Hacia una antropología de los espacios urbanos
- Prix Loewe : Antonio Cabrera, pour En la estación perpetua
- Prix de la nouvelle courte Casino Mieres : Luis Rodríguez Muñoz, pour Queda la Memoria
- Prix d'honneur des lettres catalanes : Josep Palau i Fabre (poète et essayiste)
- Prix national de littérature de la Generalitat de Catalogne : Jordi Pere Cerdà
- Journée des lettres galiciennes : Roberto Blanco Torres
- Prix de la critique Serra d'Or : 
  - Marie-Claire Zimmermann, pour Ausiàs March o l'emergència del jo, étude littéraire.
  - Margalida Pons i Jaume (ca), pour Poesía insular de postguerra: quatre veus dels anys cinquanta, étude littéraire.
  - Jordi Puntí, pour Pell d'armadillo, recueil de nouvelles.
  - Lluís-Anton Baulenas, pour El fil de plata, roman.
  - Montserrat Abelló i Soler, pour Dins l'esfera del temps, recueil de poésie.
  - Miquel Bauçà Rosselló, pour El canvi, prose.
  - Assumpta Camps, pour la traduction de El Zibaldone dels pensaments de Giacomo Leopardi.

## États-Unis
- National Book Award : 
  - Catégorie « Fiction » : Ha Jin pour Waiting (La Longue Attente)
  - Catégorie « Essais» : John W. Dower pour Embracing Defeat: Japan in the Wake of World War II
  - Catégorie « Poésie » : Ai pour Vice: New and Selected Poems
- Prix Agatha : 
  - Catégorie « Meilleur roman » : Laura Lippman pour Butchers Hill
  - Catégorie « Meilleure nouvelle » :
- Prix Hugo :
  - Prix Hugo du meilleur roman : Sans parler du chien (To Say Nothing of the Dog) par Connie Willis
  - Prix Hugo du meilleur roman court : Océanique (Oceanic) par Greg Egan
  - Prix Hugo de la meilleure nouvelle longue : Taklimakan (Taklamakan) par Bruce Sterling
  - Prix Hugo de la meilleure nouvelle courte : Le Pouls brutal de la machine (The Very Pulse of the Machine) par Michael Swanwick
- Prix Locus :
  - Prix Locus du meilleur roman de science-fiction : Sans parler du chien (To Say Nothing of the Dog) par Connie Willis
  - Prix Locus du meilleur roman de fantasy : La Bataille des rois, L'Ombre maléfique et L'Invincible Forteresse (A Clash of Kings) par George R. R. Martin
  - Prix Locus du meilleur roman d'horreur : Sac d'os (Bag of Bones) par Stephen King
  - Prix Locus du meilleur premier roman : La Ronde des esprits (Brown Girl in the Ring) par Nalo Hopkinson
  - Prix Locus du meilleur roman court : Océanique (Oceanic) par Greg Egan
  - Prix Locus de la meilleure nouvelle longue : La Plongée de Planck (The Planck Dive) par Greg Egan et Taklimakan (Taklamakan) par Bruce Sterling (ex æquo)
  - Prix Locus de la meilleure nouvelle courte : Maneki Neko (Maneki Neko) par Bruce Sterling
  - Prix Locus du meilleur recueil de nouvelles : The Avram Davidson Treasury par Avram Davidson
- Prix Nebula :
  - Prix Nebula du meilleur roman : La Parabole des talents (Parable of the Talents) par Octavia E. Butler
  - Prix Nebula du meilleur roman court : L'Histoire de ta vie (Story of Your Life) par Ted Chiang
  - Prix Nebula de la meilleure nouvelle longue : Mars is No Place for Children par Mary A. Turzillo
  - Prix Nebula de la meilleure nouvelle courte : The Cost of Doing Business par Leslie What
- Prix Pulitzer :
  - Catégorie « Fiction » : Michael Cunningham pour The Hours (Les Heures)
  - Catégorie « Biographie et Autobiographie » : A. Scott Berg pour Lindbergh
  - Catégorie « Essai » : John McPhee pour Annals of the Former World
  - Catégorie « Histoire » : Edwin G. Burrows et Mike Wallace pour Gotham: A History of New York City to 1898
  - Catégorie « Poésie » : Mark Strand pour Blizzard of One
  - Catégorie « Théâtre » : Margaret Edson pour Wit

## Finlande
- Prix Aleksis-Kivi : Martti Joenpolvi
- Prix Kalevi-Jäntti : Marko Leino pour Miehen tehtävä
- Prix Eino-Leino : Kai Nieminen
- Prix de la littérature de l'État finlandais : Hannu Niklander pour Aurinko katsoo taakseen
- Prix littéraire de la ville de Tampere : Seppo Jokinen pour Koskinen ja taikashow, Tuula Kallioniemi pour Kotikujan Konsta
- Prix Tollander : Märta Tikkanen
- Prix Rudolf-Koivu : Julia Vuori
- Prix Topelius : Marja-Leena Tiainen pour Rakas Mikael
- Prix Mikael-Agricola : Kersti Juva
- Médaille Anni-Swan : non décerné
- Prix d'écriture Juhana-Heikki-Erkko : Pirjo Tuominen; Mention honorable : Marko Hautala
- Médaille Kiitos kirjasta : non décerné
- Prix Arvid-Lydecken : Jukka Itkonen pour Kirpun matka maailman ääriin
- Prix Kaarle : Riikka Ala-Harja pour Tom Tom Tom
- Prix Pehr-Evind-Svinhufvud : Tuomo Polvinen pour J. K. Paasikivi – valtiomiehen elämäntyö
- Prix du grand club du livre finlandais : Jari Tervo
- Prix Pirkanmaan-Plättä : Tuija Lehtinen pour Sara@crazymail.com
- Prix Väinö Linna : Kalle Päätalo
- Prix Pääskynen : non décerné
- Prix Atorox : Pasi Jääskeläinen pour Alla pinnan toiseus piilee
- Prix Finlandia : Kristina Carlson pour Maan ääreen
- Prix Pikku-Finlandia : Laura Maanavilja
- Prix Tieto-Finlandia : Kari Enqvist (fi) pour Olemisen porteilla
- Prix Lea : non décerné
- Prix Tähtivaeltaja : Stefano Benni pour Baol
- Poeta Finlandiae : Hannu Helin[5]
- Prix de l'ours dansant : Mårten Westö pour Nio dagar utan namn
- Prix littéraire Helsingin-Sanomat : Jyrki Vainonen pour Tutkimusmatkailija ja muita tarinoita
- Prix du livre chrétien de l'année : Pekka Yrjänä Hiltunen
- Prix Laivakello : Simo Ojanen
- Prix Finlandia Junior : Kari Levola pour Tahdon
- Prix Runeberg : Mari Mörö pour Kiltin yön lahjat
- Prix Vuoden johtolanka : Ilkka Remes pour Karjalan lunnaat
- Prix Kaarina-Helakisa : Tuula Kallioniemi
- Prix Nuori Aleksis : Leena Krohn pour Pereat mundus

## France
- Prix Goncourt : Jean Echenoz, pour Je m'en vais
  - Prix Goncourt du premier roman : Nicolas Michel pour Un revenant
  - Prix Goncourt des lycéens : Jean-Marie Laclavetine, pour Première ligne
- Prix Médicis : Christian Oster, pour Mon grand appartement
  - Prix Médicis étranger : Björn Larsson, Suède, pour Le Capitaine et les Rêves
  - Prix Médicis essai : Gens de la Tamise et d'autres rivages de Christine Jordis
- Prix Femina : Maryline Desbiolles, pour Anchise
  - Prix Femina étranger : Hitonari Tsuji pour Le Bouddha blanc
- Prix Renaudot : Daniel Picouly, pour L'Enfant léopard
- Prix Interallié : Jean-Christophe Rufin, pour Les Causes perdues
- Grand prix de littérature de l'Académie française : André Brincourt
- Grand prix du roman de l'Académie française : (ex-æquo) François Taillandier pour Anielka (Stock) et Amélie Nothomb pour Stupeur et tremblements
- Grand prix de la francophonie : Gunnar von Proschwitz
- Prix des Deux-Magots : Marc Dugain, pour La Chambre des officiers
- Prix du Roman populiste : Jean Ferniot pour Un temps pour aimer, un temps pour haïr
- Prix France Culture : Jean-Louis Schefer pour Figures peintes
- Prix du Livre Inter : Ahmadou Kourouma pour En attendant le vote des bêtes sauvages
- Grand prix RTL-Lire : Zacharie de John La Galite
- Prix du Quai des Orfèvres : André Delabarre pour Du sang sur les roses
- Prix Jean-Monnet de littérature européenne du département de la Charente : Harry Mulisch (Pays-Bas) pour La découverte du ciel[6]
- Grand prix des lectrices de Elle : Nancy Huston pour L'Empreinte de l'ange (Actes Sud)
- Grand prix de l'Imaginaire « Roman » : Roland C. Wagner pour Les Futurs Mystères de Paris
- Grand prix de l'Imaginaire « Roman étranger » : Valerio Evangelisti pour Nicolas Eymerich, inquisiteur
- Grand prix de l'Imaginaire « Nouvelle » : Jean-Jacques Nguyen pour L'Amour au temps du silicium
- Grand prix de l'Imaginaire « Nouvelle étrangère » : John Crowley pour La Grande Œuvre du temps
- Prix Décembre : Claude Askolovitch pour Voyage au bout de la France
- Prix Rosny aîné « Roman » : Jean-Marc Ligny pour Jihad
- Prix Rosny aîné « Nouvelle » : Jean-Jacques Nguyen pour L'Amour au temps du silicium
- Prix de Flore : Guillaume Dustan pour Nicolas Pages
- Prix Hugues-Capet : Jean-Luc Gourdin pour La Duchesse du Maine (Pygmalion)
- Prix Utopia : Brian Aldiss pour l’ensemble de son œuvre
- Prix mondial Cino-Del-Duca : Henri Amouroux
- Prix Marguerite-Yourcenar : Maryse Condé pour Le Cœur à rire et à pleurer
- Prix RFO du livre : Louis-Philippe Dalembert (Haïti) pour L'Autre face de la mer

## Italie
- Prix Strega : Dacia Maraini, Buio (Rizzoli)
- Prix Bagutta : Fabio Carpi, Patchwork, (Bollate Boringhieri)
- Prix Campiello : Ermanno Rea, Fuochi fiammanti a un'hora di notte
- Prix Napoli : Nel corpo di Napoli, Giuseppe Montesano (Mondadori)
- Prix Stresa : Maurizio Maggiani - La regina disadorna, (Feltrinelli)
- Prix Viareggio : Ernesto Franco, Vite senza fine

## Monaco
- Prix Prince-Pierre-de-Monaco : Pierre Combescot[7]

## Norvège
- Prix Brage :
  - Catégorie « Fiction pour adultes » : Frode Grytten, Bikubesong
  - Catégorie « Livre pour les enfants et la jeunesse » : Erna Osland, Salamanderryttaren
  - Catégorie « Livre de non-fiction » : Torbjørn Færøvik, India - Stevnemøte med skjebnen
  - Catégorie « Ouverte » : Anders Heger pour Mykle. Et diktet liv (Biographie)
  - Catégorie « Prix d'honneur » : Kjell Aukrust

## Royaume-Uni
- Prix Booker : J. M. Coetzee pour Disgrace (Disgrâce)
- Prix James Tait Black :
  - Fiction : Timothy Mo pour Renegade, or Halo2
  - Biographie : Kathryn Hughes pour George Eliot: The Last Victorian
- Orange Prize for Fiction : Suzanne Berne pour A Crime in the Neighborhood (Un crime dans le quartier)
- Prix WH Smith : Beryl Bainbridge pour Master Georgie (Georgie)
- Prix John-Llewellyn-Rhys : Écrits fantômes (Ghostwritten) de David Mitchell
- Médaille Carnegie : Aidan Chambers pour Postcards from No Man's Land
- Prix Rose-Mary-Crawshay : 
  - Elizabeth Wright pour Psychoanalytic Criticism : A Reappraisal
  - Karen O'Brien pour Narratives of Enlightenment : Cosmopolitan History from Voltaire to Gibbon
- Prix Somerset-Maugham : Giles Foden pour Le Dernier Roi d'Écosse, Jonathan Freedland pour Bring Home the Revolution

## Russie
- Prix Andreï-Biély : Elena Fanaïlova
- Prix Booker russe : Mikhaïl Boutov pour Liberté

## Suisse
- Prix Lipp Suisse : Rafik Ben Salah pour Le Harem en péril, L'Âge d'Homme